# Regiunea Adrar
Adrar (arabă ولاية آدرار) este o regiune întinsă a Mauritaniei, numită după podișul Adrar pe care se află. Capitala ei este Atar. Alte orașe mari ale regiunii sunt Choum, Chinguetti și Ouadane. Adrar se învecinează cu regiunile Tiris Zemmour la nord, Hodh Ech Chargui la est, Trarza și Tagant la sud și Inchiri la vest, dar și cu statele Mali la est și Sahara Occidentală la nord.

## Departamente
Adrar este divizată în trei departmente:
- Aoujeft
- Atar
- Chinguetti